# St.-Trinitatis-Kirche (Leszcz)
Die St.-Trinitatis-Kirche in Leszcz (deutsch Heeselicht) ist ein mittelalterlicher Ziegelbau. Das römisch-katholische Gotteshaus in der polnischen Woiwodschaft Ermland-Masuren war von der Reformation bis 1945 die evangelische Kirche für das Kirchspiel Heeselicht im Kreis Osterode in Ostpreußen.

## Geographische Lage
Leszcz liegt am Ostufer des Großen Damerau-Sees (polnisch Jezioro Dąbrowa Wielka) im Südwesten der Woiwodschaft Ermland-Masuren, 32 Kilometer südlich der Kreisstadt Ostróda (deutsch Osterode in Ostpreußen).
Die Kirche befindet sich in der Ortsmitte auf der Westseite der Hauptstraße.

## Kirchengebäude
Bei der Kirche Heeselicht handelt es sich um ein Bauwerk aus der Zeit des Deutschen Ordens. Die Entstehung des schlichten chorlosen Ziegelbaus auf Feldsteinfundament reicht zurück in das 14. Jahrhundert und könnte in den 1320er-Jahren liegen, kurze Zeit nach Gründung des Dorfs. Das Gotteshaus wurde in den Jahrhunderten mehrfach umgebaut. Der ursprüngliche Turm wurde 1828 durch einen hölzernen Dachreiter ersetzt.
Der Kircheninnenraum hat eine flache Holzdecke aus dem 18. Jahrhundert. Sie war ursprünglich bemalt, wovon bis heute erhaltene Reste zeugen. Altar und Kanzel sind um 1720 entstanden und bilden ein Ganzes. Die Orgel wurde 1841 gebaut. Das Geläut besteht aus zwei Glocken.
Von der Reformationszeit bis 1945 war die Kirche Heeselicht ein evangelisches Gotteshaus. Nach dem Zweiten Weltkrieg wurde sie an die Römisch-katholische Kirche in Polen übereignet, die sie der Hl. Dreifaltigkeit widmete.

## Kirchengemeinde
Eine Kirchengemeinde gründete sich in Heeselicht bereits in vorreformatorischer Zeit. Mit der Reformation übernahm sie das evangelische Bekenntnis.

### Evangelisch

#### Kirchengeschichte
Heeselicht war zu Beginn des 16. Jahrhunderts in die Inspektion Saalfeld (polnisch Zalewo) integriert. Hier gab es eine eigene Pfarrstelle, bevor die Gemeinde entselbständigt und schließlich 1781 eine Filialkirche der Kirche Gilgenburg in der Inspektion Neidenburg (polnisch Nidzica) wurde. Mit Gilgenburg bildete Heeselicht in den letzten Jahren vor 1945 eine Vereinigung, wobei der Pfarrsitz in der Stadt Gilgenburg blieb, Heeselicht jedoch mit einem eigenen Kirchspiel und dem Patronat des Rittergutsbesitzers ausgestattet war. Die Rittergutsbesitzer von Seemen (polnisch Samin) für Gilgenburgund Heeselicht beriefen dabei im Wechsel die Geistlichen der Gilgenburger Pfarre.
Im Jahre 1925 zählte das Kirchspiel Heeselicht 1.100 Gemeindeglieder. Bis 1945 gehörte es mit Gilgenburg zum Superintendenturbezirk Hohenstein (polnisch Olsztynek) im Kirchenkreis Osterode (Ostróda) innerhalb der Kirchenprovinz Ostpreußen der Kirche der Altpreußischen Union.
Die evangelische Gemeinde in dem dann Leszcz genannten Dorf zerbrach nach dem Zweiten Weltkrieg aufgrund von Flucht und Vertreibung der einheimischen Bevölkerung. Heute hier lebende evangelische Kirchenglieder gehören jetzt zur Kirche in Gardyny ((Groß) Gardienen), einer Filialkirche der Heilig-Kreuz-Kirche Nidzica (Neidenburg) in der Diözese Masuren der Evangelisch-Augsburgischen Kirche in Polen.

#### Kirchspielorte
Bis 1945 gehörten zum evangelischen Kirchspiel Heeselicht folgende Orte:
| Deutscher Name | Geänderter Name 1938 bis 1945 | Polnischer Name |
| -------------- | ----------------------------- | --------------- |
| * Heeselicht   |                               | Leszcz          |
| * Jankowitz    | Sassendorf (Ostpr.)           | Jankowice       |
| Ostrowitt      | Osterwitt                     | Ostrowite       |
| Schönwäldchen  |                               | Saminek         |

#### Pfarrer
Von den in Heeselicht wohnhaft gewesenen Geistlichen sind lediglich drei bekannt:
- NN., bis 1536
- Thomas Nachowius, 1584
- Michael Lichotius, ab 1652

Im Übrigen taten an der Kirche Heeselicht die Pfarrer der Nachbarorte Usdau und Sczuplienen Dienst, ab 1781 dann nur noch die Pfarrer von Gilgenburg.

#### Kirchenbücher
Von den Kirchenbuchunterlagen der Kirche Heeselicht haben sich erhalten und werden beim Evangelischen Zentralarchiv in Berlin-Kreuzberg aufbewahrt:
- Taufen: 1767 bis 1871
- Trauungen: 1767 bis 1944
- Begräbnisse: 1767 bis 1871.

### Römisch-katholisch
Die katholischen Einwohner von Heeselicht waren vor 1945 in die Pfarrei Gilgenburg (polnisch Dąbrówno) im Bistum Ermland eingegliedert. Nach 1945 reklamierten sie das bisher evangelische Gotteshaus für sich und passten es baulich den geänderten liturgischen Erfordernissen an. Die St.-Trinitatis-Kirche in Leszcz ist heute eine Filialkirche der Pfarrei in Dąbrówno, die dem Dekanat Grunwald (Grünfelde) im Erzbistum Ermland zugehört.